# Riley
Riley je nekdanji angleški proizvajalec koles in avtomobilov, ki ga je leta 1890 ustanovil William Riley Jr. Podjetje je postalo del skupine Nuffield Organisation, leta 1938 pa je bilo priključeno konzorciju British Leyland. Lastnik znamke Riley je danes BMW.

## Motošport

### Dirke za Veliko nagrado
Dirkači tovarniškega moštva so med sezonama 1928 in 1938 zabeležili 89 nastopov na dirkah za velike nagrade, na katerih so dosegli tri zmage in še enajst uvrstitev na stopničke. Zmage sta dosegla Cyril Whitcroft na dirki International Tourist Trophy 1932 ter Arthur Dobson na dirkah Coupe de la Commission Sportive 1937 in The Crystal Palace Plate 1938. Uvrstitve na stopničke so dosegli še George Eyston, Cyril Paul, Georges Delaroche, Freddie Dixon, Edgar Maclure, Alex von der Becke, Charles Dodson in Percy Maclure.

## Modeli

### Pred prvo svetovno vojno
- 1907–1911 Riley 9
- 1907–1907 Riley 12
- 1909–1914 Riley 10
- 1908–1914 Riley 12/18
- 1915–1916 Riley 10

### Med vojnama
- 1913–1922 Riley 17/30
- 1919–1924 Riley Eleven
- 1925–1928 Riley Twelve
- 1926–1937 Riley Nine
- 1927–1931 Riley Brooklands
- 1928–1937 Riley Six
- 1929–1934 Riley 14/6
- 1933–1935 Riley 12/6
- 1934–1935 Riley Imp
- 1934–1935 Riley MPH
- 1935–1938 Riley 15/6
- 1935–1938 Riley 1 1/2 litre
- 1936–1938 Riley Sprite
- 1936–1938 Riley 8/90
- 1937–1938 Riley Big Four
- 1938–1938 Riley Victor
- 1939–1940 Riley 12
- 1939–1940 Riley 16

### Po drugi svetovni vojni
- Cestno:
  - 1948–1951 RMC
  - 1949–1951 RMD
- Srednje veliki:
  - 1945–1952 RMA
  - 1952–1955 RME
  - 1957–1965 One-Point-Five (Wolseley 1500)
  - 1959–1961 4/Sixty-Eight (Wolseley 15/60)
  - 1961–1969 4/Seventy-Two (Wolseley 16/60)
- Veliki:
  - 1946–1952 RMB
  - 1952–1953 RMF
  - 1953–1957 Pathfinder (Wolseley 6/90)
  - 1958–1959 Two-Point-Six (Wolseley 6/90)
- Majhni:
  - 1961–1969 Elf (Mini)
  - 1965–1969 Riley Kestrel/1300 (Morris 1100)